# Максимовский (Орловская область)
Максимовский — посёлок в Урицком районе Орловской области России. Входит в состав Луначарского сельского поселения.

## География
Посёлок находится на расстоянии 7 км к юго-востоку от посёлка городского типа Нарышкино, административного центра района, и 17 км к юго-западу от города Орёл, административного центра района.

### Часовой пояс
Посёлок Максимовский, как и вся Орловская область, находится в часовой зоне МСК (московское время). Смещение применяемого времени относительно UTC составляет +3:00.

## Население
| 2002 | 2010 |
| ---- | ---- |
| 277  | ↘243 |

### Национальный состав
Согласно результатам переписи 2002 года, в национальной структуре населения русские составляли 92 % из 277 чел.